# Gaëtan Robail
Gaëtan Robail (Saint-Pol-sur-Ternoise, 9 januari 1994) is een Frans voetballer die sinds 2024 uitkomt voor RWDM.

## Carrière
Robail groeide op in Manin, een gemeente niet ver van zijn geboorteplaats Saint-Pol-sur-Ternoise. Hij begon z'n jeugdopleiding bij CJ Izel-lès-Hameaux en maakte op tienjarige leeftijd de overstap naar RC Lens. Op z'n zeventiende stapte hij over naar Arras FA. In het seizoen 2012/13 stroomde hij er door naar de eerste ploeg, waarmee hij in 2014 naar de CFA promoveerde.
In juni 2016 ondertekende Robail een profcontract bij Paris Saint-Germain, dat hem onderbracht bij het beloftenelftal in de CFA. In het seizoen 2016/17 speelde hij aan de zijde van onder andere Christopher Nkunku, Dan-Axel Zagadou, Presnel Kimpembe, Moussa Diaby, Dylan Batubinsika, Samuel Essende en Kévin Nzuzi twintig competitiewedstrijden voor Paris Saint-Germain B. In mei 2017 liet Unai Emery, de trainer van het eerste elftal, hem op de bank plaatsnemen voor de laatste twee competitiewedstrijden tegen AS Saint-Étienne en SM Caen.
In juli 2017 werd Robail voor een seizoen uitgeleend aan de Belgische tweedeklasser Cercle Brugge, die weliswaar pas was overgekocht door AS Monaco. De uitleenbeurt werd geen groot succes: Robail kwam niet verder dan zeven invalbeurten in de competitie en één basisplaats tegen KRC Genk in de Beker van België. In januari 2018 werd Robail aan een andere club, Valenciennes FC, uitgeleend. Bij deze club kende hij meer succes, getuige het feit dat hij online meermaals tot Speler van de Maand werd verkozen.
In juni 2019 ondertekende Robail een vierjarig contract bij z'n ex-club RC Lens, die een miljoen euro neertelde voor hem. Toen de competities in maart 2020 werden stopgezet vanwege de coronapandemie stond Lens tweede, waardoor de club na vijf seizoenen weer naar de Ligue 1 mocht promoveren. Robail deed dat seizoen mee in 24 van de 28 competitiewedstrijden, quasi steeds als basisspeler. In de Ligue 1 deed trainer Franck Haise evenwel geen beroep op zijn diensten, waarop Robail in oktober 2020 op huurbasis naar En Avant Guingamp trok. Daar was hij in zijn debuutwedstrijd, een 2-0-competitiezege tegen AJ Auxerre op 19 oktober 2020, meteen goed voor een assist. Robail kwam tot midden december elke wedstrijd aan spelen toe, maar nadien verdween hij naar het achterplan, in die mate zelfs dat zijn huurcontract in januari 2021 werd overgenomen door z'n ex-club Valenciennes FC.
Na afloop van zijn tweede uitleenbeurt aan Valenciennes trok Robail de deur van het Stade Bollaert-Delelis definitief achter zich dicht: hij tekende bij de Griekse eersteklasser Atromitos FC. Met deze club eindigde hij respectievelijk achtste en elfde op veertien clubs in de Super League. In juli 2024 koos hij dan weer voor een terugkeer naar België: Robail ondertekende een tweejarig contract bij RWDM, dat een kleine twee maand eerder uit de Jupiler Pro League was gedegradeerd.
1 Lathouwers ·
3 Halilou ·
4 Doudaev ·
5 De Sart ·
6 Halifa ·
7 Montes ·
8 Abe ·
9 Parzyszek ·
10 Robail ·
11 Ziani ·
15 Laâziri ·
17 Barry ·
20 Poku ·
21 Marsoni ·
22 Soelle Soelle ·
23 Del Piage ·
26 Kestens ·
28 Hubert ·
29 Maurer ·
30 Baghli ·
31 Dodeigne ·
43 Sousa ·
49 Sapata ·
51 Preijs ·
53 Messad-Kouchiche ·
60 Awudu ·
70 Nkurunziza ·
77 Biron ·
83 Lemmens ·
84 El Arouch ·
99 Benjdida ·
Coach: Ferrera
· Assistent-coach: Baherlé
· Assistent-coach: De Camargo